# 球函数に対するプランシュレルの定理
数学における球函数に対するプランシュレルの定理（プランシュレンのていり、英: Plancherel theorem for spherical functions）は半単純リー群の表現論における重要な結果で、最終形はハリッシュ＝チャンドラによる。この定理は、古典調和解析に属する実数の加法群の表現論におけるプランシュレルの公式およびフーリエ変転公式の、非可換調和解析における自然な一般化であり、微分方程式論とも同様に近しい相互関係を持つ。
「球函数に対するプランシュレルの定理」は、半単純リー群に対する一般のプランシュレルの定理（これもハリッシュ＝チャンドラが示した）の、帯球函数に対する特別の場合である。プランシュレルの定理は、対応付けられた対称空間 X 上のラプラス作用素に対する球対称函数 (radial function) の固有函数展開を与えるものであり、また L2(X) 上の正則表現の、既約表現への直積分分解をも与えるものである。双曲空間の場合には、これらの展開はメーラー、ワイル、フォックによる既知の結果として知られていた。
主要な参考文献として、網羅的な教科書 Helgason (1984) にこの主題に関する話題がほとんど全て載っている。

## 歴史
単模な局所コンパクト群 G に対する抽象的なプランシュレルの公式の最初の版は、ジーゲルとモートナーによる。同じころ、ハリッシュ＝チャンドラ、ゲルファントとナイマークは、実二次特殊線型群 SL(2 R) および複素半単純リー群、特にローレンツ群に対する明示公式を導いた。またモートナーは、極大コンパクト部分群 K に対応する「位相的」対称空間 G/K に対する、より単純な抽象公式を導いている。ゴドマンはより具体的で申し分のない形で、G/K 上の球函数のクラスである正定値帯球函数に対する公式を与えている。G が半単純リー群のとき、それら球函数 φλ は、ユークリッド空間の有限鏡映群の作用による商に値をとる径数 λ で添字付けられるから、問題はこの径数付けのもとでプランシュレル測度を明示的に決定することが中心課題となる。常微分方程式のスペクトル論からワイルの考え方を一般化して、ハリッシュ＝チャンドラは、 彼に名高い c-函数 c(λ) を球函数 φλ の漸近挙動を記述するために導入して、c(λ)−2dλ をプランシュレル測度として提唱した。彼が示したのは、公式の G が複素または実階数 1 である特別の場合であり、これは特に G/K が双曲空間である場合をカバーしている。一般の場合については、c-函数およびいわゆる球フーリエ変換の性質に関する二つの予想に還元される。c-函数に対する明示公式は、後にバーニュ＝マーシーが古典的半単純リー群の広範なクラスに対するものを得ている。それからこれらの公式に促されて Gindikin と Karpelevič は、c-函数に対する蹟公式を導出した。これは階数 1 の場合にはハリッシュ＝チャンドラの公式の計算に帰着される。これらの仕事は、最終的にハリッシュ＝チャンドラによってまとめられ、1966年に球函数に対するプランシュレルの定理の証明が完成した。
多くの特別の場合、例えば複素半単純群やローレンツ群において、その理論を直接的に推し進める単純な方法が存在する。これらの群のある種の部分群は、よく知られたアダマールの「降下法」を一般化した手法によって扱うことができる。特に Flensted-Jensen (1978) は、実半単純群に対する球変換の性質をその複素化から還元する一般手法を与えた。
球変換に対する主要な応用および動機の一つはセルバーグ蹟公式であった。古典的なポワソン和公式は、ベクトル群上のフーリエ反転公式を余コンパクト格子上の総和に結び付けるが、この和公式の類似物としてのセルバーグ蹟公式は、ベクトル群を G/K で、フーリエ変換を球変換で、格子を余コンパクト（あるいは補有限）離散部分群で、それぞれ取り替えたものである。セルバーグのオリジナルの論文 (Selberg 1956) は球変換を暗黙の裡に用いており、球変換を前面に持ち出すのは Godement (1957) で、これには特にセルバーグのスケッチに沿ってSL(2,R) に対する初等的な取り扱いが示されている。

## 球函数
G を半単純リー群、K を G の極大コンパクト部分群とする。G 上のコンパクト台付き両側 K-不変函数からなるヘッケ環 Cc(K\G/K) はヒルベルト空間 H=L2(G / K) に畳み込みで作用する。G ⁄ K は対称空間ゆえ、この ∗-代数は可換である。その像の、作用素ノルムに関する閉包は、単位的でない可換 C∗-環 {\displaystyle {\mathfrak {A}}} であり、ゲルファント同型によってそのスペクトル X 上の連続函数で無限遠で消えているものの全体と同一することができる。このスペクトルの点は、{\displaystyle {\mathfrak {A}}} から C への連続 ∗-準同型、即ち {\displaystyle {\mathfrak {A}}} の指標で与えられる。
S′ で H 上の作用素の集合 S の交換団を表すならば、{\displaystyle {\mathfrak {A}}'} は H 上の G の正則表現の交換団と同一視することができる。そうして、{\displaystyle {\mathfrak {A}}} は H における K-不変ベクトル全体の成す部分空間 H0 を変えない。さらに言えば、それが H0 上で生成する可換フォンノイマン環は極大可換部分環である。スペクトル論により、局所コンパクト空間 X 上の測度 μ と、H0 と L2(X, μ) の間のユニタリ変換 U で {\displaystyle {\mathfrak {A}}} に属する作用素の全体を対応する乗算作用素の全体の上へ写すものとが、本質的にただ一つ存在する。 
この変換 U を球フーリエ変換あるいは単に球変換と呼び、μ をプランシュレル測度と呼ぶ。ヒルベルト空間 H0 は G 上の両側 K-不変自乗可積分函数全体の成す空間 L2(K\G/K) と同一視することができる。
{\displaystyle {\mathfrak {A}}} の指標 χλ（即ち X の点）は、Cc(K\G/K) に属する f に対する等式
{\displaystyle \chi _{\lambda }(\pi (f))=\int _{G}f(g)\cdot \varphi _{\lambda }(g)\,dg}
を通じて G 上の正定値球函数 φλ によって記述することができる。ただし、π(f) は {\displaystyle {\mathfrak {A}}} における畳み込み作用素であり、積分は G のハール測度に関するものである。 
G 上の球函数 φλ はハリッシュ＝チャンドラの公式
{\displaystyle \varphi _{\lambda }(g)=\int _{K}\lambda '(gk)^{-1}\,dk}
で与えられる。この式に関して：
- 積分は K 上のハール測度に関するものである。
- λ は A* = Hom(A,T) の元である。ただし A は G の 岩澤分解 G = KAN における可換ベクトル部分群 A とする。
- λ′ は以下のようにして G 上で定義される。まず λ を、A の上への群準同型を用いて可解部分群 AN の指標へ延長し、{\displaystyle \lambda '(kx)=\Delta _{AN}(x)^{1/2}\lambda (x)\quad (k\in K,\,x\in AN)}と定める。ただし、ΔAN は AN のモジュラスとする。
- 相異なる二つの指標 λ1, λ2 が同じ球函数を定める必要十分条件は、λ1 = λ2·s となることである。ただし s は A のワイル群 W = NK(A)/CK(A) の元とする。この剰余群は A の K における正規化群を同じく A の K における中心化群で割ったもので、有限鏡映群を成す。

ここから、 
- 「X は商空間 A∗/W' と同一視することができる」

ことがわかる。

## 球主系列
球函数 φλ は G の球主系列の行列要素と同一視することができる。M が K における A の中心化群のとき、これは MAN の A の上への準同型と指標 λ との合成によって与えられる B = MAN の指標から誘導される G のユニタリ表現 πλ として定義される。この誘導表現は、G 上の函数 f で
{\displaystyle f(gb)=\Delta (b)^{1/2}\lambda (b)f(g)\quad (b\in B)}
を満たすものに対し、
{\displaystyle \pi (g)f(x)=f(g^{-1}x)}
で作用が定義されるものである。ただし、
{\displaystyle \|f\|^{2}=\int _{K}|f(k)|^{2}\,dk<\infty }
とする。このような函数 f は L2(K / M) に属する函数と同一視され、指標は
{\displaystyle \chi _{\lambda }(g)=(\pi (g)1,1)}
となる。
Kostant (1969) の示すところによれば、球主系列表現は既約で、そのような二つの表現 πλ, πμ がユニタリ同値となることと、A のワイル群の適当な元 σ に対して μ = σ(λ) となることとが同値になる。

## 例: SL(2,C)
複素特殊線型群 G = SL(2,C) は四元的上半平面
{\displaystyle {\mathfrak {H}}^{3}=\{x+yi+tj\mid t>0\}}
にメビウス変換として推移的に作用する。即ち、二次の複素正方行列が
{\displaystyle g={\begin{pmatrix}a&b\\c&d\end{pmatrix}},\quad g(w)=(aw+b)(cw+d)^{-1}}
として作用する。一点 j の固定部分群は極大コンパクト部分群 K = SU(2) であり、故に  {\displaystyle {\mathfrak {H}}^{3}=G/K} が成り立つ。この上半平面には G-不変リーマン計量
{\displaystyle ds^{2}=r^{-2}(dx^{2}+dy^{2}+dr^{2})}
が入り、対応する体積要素 dV とラプラス作用素 Δ が
{\displaystyle dV=r^{-3}\,dx\,dy\,dr,\quad \Delta =-r^{2}(\partial _{x}^{2}+\partial _{y}^{2}+\partial _{r}^{2})+r\partial _{r}}
と定まる。上辺平面 {\displaystyle {\mathfrak {H}}^{3}} の各点は、SU(2) の元 k を用いて k(etj) と書くことができて、t は符号の違いを除いて決まる。またこのラプラス作用素 Δ は、SU(2)-不変函数の上で
{\displaystyle \Delta =-\partial _{t}^{2}-2\coth t\partial _{t}}
なる形に書くことができて、実数値助変数 t の函数と見做すことができる。SU(2)-不変函数の積分は
{\displaystyle \int fdV=\int _{-\infty }^{\infty }f(t)\sinh ^{2}t\,dt}
で与えられる。自乗可積分 SU(2)-不変函数の空間と L2(R) とを、ユニタリ変換 Uf(t) = f(t) sinh t で同一視すると、Δ は作用素
{\displaystyle U^{*}\Delta U=-{d^{2} \over dt^{2}}+1}
に写される。ここで R に対するプランシュレルの定理およびフーリエ反転公式を用いれば、任意の SU(2)-不変函数 f は球函数
{\displaystyle \Phi _{\lambda }(t)={\sin \lambda t \over \lambda \sinh t}}
を使った球変換および球反転公式
{\displaystyle {\tilde {f}}(\lambda )=\int f\Phi _{-\lambda }\,dV,\quad {\text{and}}\quad f(x)=\int {\tilde {f}}(\lambda )\Phi _{\lambda }(x)\lambda ^{2}\,d\lambda }
によって表すことができる。
fi ∈ Cc(G/K) として {\displaystyle f=f_{2}^{*}\star f_{1}} および {\displaystyle f^{*}(g)={\overline {f(g^{-1})}}} と置き、i での値を評価することにより、プランシュレルの公式
{\displaystyle \int _{G}f_{1}{\overline {f_{2}}}\,dg=\int {\tilde {f}}_{1}(\lambda ){\overline {{\tilde {f}}_{2}(\lambda )}}\,\lambda ^{2}\,d\lambda }
が導かれる。これを両側不変函数に対して用いれば、
球函数に対するプランシュレルの定理
写像 {\displaystyle U\colon L^{2}(K\backslash G/K)\to L^{2}(\mathbb {R} ,\lambda ^{2}\,d\lambda );\;f\mapsto {\tilde {f}}}はユニタリで、f ∈ L1(K\G/K) による畳み込み作用素を {\displaystyle {\tilde {f}}} による乗算作用素へ写す。
球函数 Φλ はラプラス作用素
{\displaystyle \Delta \Phi _{\lambda }=(\lambda ^{2}+1)\Phi _{\lambda }}
の固有函数であり、また R 上のシュヴァルツ函数はハリッシュ＝チャンドラ・シュヴァルツ函数の空間
{\displaystyle {\mathcal {S}}=\{f\mid \sup _{t}|(1+t^{2})^{N}(I+\Delta )^{M}f(t)\sinh(t)|<\infty \}}
に属する函数 f の球変換として表せられる。ペイリー・ウィーナーの定理により、コンパクト台付き滑らかな SU(2)-不変函数の球変換はちょうど、指数的増加条件
{\displaystyle |F(\lambda )|\leq Ce^{R\cdot |{\rm {Im}}\,\lambda |}}
を満足する C 上の正則函数の制限であるような R 上の函数である。G 上の函数として Φλ は L2(C) において定義される球主系列の行列要素になっている。ただし、C は {\displaystyle {\mathfrak {H}}^{3}} の境界と同一視するものとする。表現は等式
{\displaystyle \pi _{\lambda }(g^{-1})\xi (z)=|cz+d|^{-2-i\lambda }\xi (g(z))}
で与えられる。また函数
{\displaystyle \xi _{0}(z)=\pi ^{-1}(1+|z|^{2})^{-2}}
は SU(2) で固定され、
{\displaystyle \Phi _{\lambda }(g)=(\pi _{\lambda }(g)\xi _{0},\xi _{0})}
が成り立つ。この表現 πλ は既約であり、これとユニタリ同値なものは λ の符号を変えたものに限る。
{\displaystyle Wf(\lambda ,z)=\int _{G/K}f(g)\pi _{\lambda }(g)\xi _{0}(z)\,dg}
で与えられる {\displaystyle L^{2}({\mathfrak {H}}^{3})} から L2([0,∞) × C)（最初の因子には測度 λ2dλ を入れる）の上への写像 W はユニタリであり、かつ {\displaystyle L^{2}({\mathfrak {H}}^{3})} の球主系列への直積分分解を与える。

## 例: SL(2,R)
実特殊線型群 G = SL(2,R) はポワンカレ上半平面
{\displaystyle {\mathfrak {H}}^{2}=\{x+ri\mid r>0\}}
にメビウス変換として推移的に作用する。即ち実行列は
{\displaystyle g={\begin{pmatrix}a&b\\c&d\end{pmatrix}},\quad g(w)=(aw+b)(cw+d)^{-1}}
なる変換を定める。一点 i の安定化部分群は極大コンパクト部分群 K = SO(2) であり、 {\displaystyle {\mathfrak {H}}^{2}=G/K}　が成立する。上半平面には G-不変リーマン計量
{\displaystyle ds^{2}=r^{-2}(dx^{2}+dr^{2})}
が入り、対応する面素 dA とラプラス作用素 Δ がそれぞれ
{\displaystyle dA=r^{-2}\,dx\,dr,\quad \Delta =-r^{2}(\partial _{x}^{2}+\partial _{r}^{2})}
で与えられる。{\displaystyle {\mathfrak {H}}^{2}} の各点は k ∈ SO(2) を用いて k(eti) の形に書くことができて、t は符号の違いを除いて決まる。ラプラス作用素は SO(2)-不変函数の上で
{\displaystyle \Delta =-\partial _{t}^{2}-\coth t\partial _{t}}
の形に書くことができて、実径数 t の函数と見ることができる。SO(2)-不変函数の積分は
{\displaystyle \int f\,dA=\int _{-\infty }^{\infty }f(t)|\sinh t|dt}
で与えられる。この常微分方程式に対して、対応する固有函数展開を導出する方法はいくつかあるが、例えば：
1. 古典的な常微分方程式のスペクトル論を超幾何方程式に適用する (Mehler, Weyl, Fock);
2. アダマールの降下法の一種で、二次元の双曲空間を、三次元の双曲空間の SL(2,C) の一径数部分群による自由作用で割った商として実現する;
3. セルバーグとゴドマンに従って、アーベルの積分方程式;
4. 軌道積分 (Harish-Chandra, Gelfand & Naimark).

二つ目と三つ目の手法は後述する。降下法については二種類の異なるものを記述する。アダマールによる古典的な降下法は、双曲空間上の熱方程式および波動方程式の取り扱いに適している。また、フレンステッド-イェンゼンの降下法は双曲面 (hyperboloid) 上のものである。

### アダマールの降下法
f(x,r) が {\displaystyle {\mathfrak {H}}^{2}} 上の函数で 
{\displaystyle M_{1}f(x,y,r)=r^{1/2}\cdot f(x,r)}
とすれば、{\displaystyle {\mathfrak {H}}^{n}} 上のラプラス作用素 Δn に関して
{\displaystyle \Delta _{3}M_{1}f=M_{1}(\Delta _{2}+{3 \over 4})f}
が成立する。SL(2,C) の作用は Δ3 と可換であるから、SO(2)-不変函数上の作用素 M0 が SU(2) の作用による M1f の平均化として得られて、
{\displaystyle \Delta _{3}M_{0}=M_{0}(\Delta _{2}+{3 \over 4})}
を満足する。また、随伴作用素 M1∗ が
　{\displaystyle M_{1}^{*}F(x,r)=r^{1/2}\int _{-\infty }^{\infty }F(x,y,r)\,dy}
で定義されて
{\displaystyle \int _{{\mathfrak {H}}^{3}}(M_{1}f)\cdot F\,dV=\int _{{\mathfrak {H}}^{2}}f\cdot (M_{1}^{*}F)\,dA}
を満足する。同じく随伴作用素 M0∗ が M∗f の SO(2) 上の平均化として定義されて、
{\displaystyle \int _{{\mathfrak {H}}^{3}}(M_{0}f)\cdot F\,dV=\int _{{\mathfrak {H}}^{2}}f\cdot (M_{0}^{*}F)\,dA}
が SU(2)-不変函数 F と SO(2)-不変函数 f に対して成立する。ここから
{\displaystyle M_{i}^{*}\Delta _{3}=(\Delta _{2}+{3 \over 4})M_{i}^{*}}
となることがわかる。函数
{\displaystyle f_{\lambda }=M_{1}^{*}\Phi _{\lambda }}
は SO(2)-不変で
{\displaystyle \Delta _{2}f_{\lambda }=(\lambda ^{2}+{1 \over 4})f_{\lambda }}
を満足する。一方、
{\displaystyle b(\lambda )=f_{\lambda }(i)=\int {\sin \lambda t \over \lambda \sinh t}\,dt={\pi  \over \lambda }\tanh {\pi \lambda  \over 2},}
は ±R, ±R + πi を頂点とする矩形の周りで {\displaystyle e^{i\lambda t}/\sinh t} を積分することによって計算できる。このとき固有函数
{\displaystyle \phi _{\lambda }=b(\lambda )^{-1}M_{1}\Phi _{\lambda }}
は正規化条件 φλ(i) = 1 を満足する。このような解は、常微分方程式のロンスキ行列式が消えるか、さもなくば sinh r を不定元とする冪級数に展開されるかの何れかでなければならない。これにより、
{\displaystyle \varphi _{\lambda }(e^{t}i)={1 \over 2\pi }\int _{0}^{2\pi }(\cosh t-\sinh t\cos \theta )^{-1-i\lambda }\,d\theta }
がわかる。同様にして
{\displaystyle \Phi _{\lambda }=M_{1}\phi _{\lambda }}
が得られる。{\displaystyle {\mathfrak {H}}^{2}} 上の SO(2)-不変函数の球変換が
{\displaystyle {\tilde {f}}(\lambda )=\int f\varphi _{-\lambda }\,dA}
で定義されるならば、
{\displaystyle {(M_{1}^{*}F)}^{\sim }(\lambda )={\tilde {F}}(\lambda )}
が成り立つ。f = M1∗F と取れば、F に対する SL(2,C)-反転公式から直ちに、{\displaystyle {\mathfrak {H}}^{2}} 上の SO(2)-不変函数に対する球反転公式
{\displaystyle f(x)=\int _{-\infty }^{\infty }\varphi _{\lambda }(x){\tilde {f}}(\lambda )\,{\lambda \pi  \over 2}\tanh({\pi \lambda  \over 2})\,d\lambda }
が導かれる。
SL(2,C) の場合と同じく、ここから直ちに Cc(SL(2,R)/SO(2)) に属する fi に対するプランシュレルの公式
{\displaystyle \int _{{\mathfrak {H}}^{2}}f_{1}{\overline {f_{2}}}\,dA=\int _{-\infty }^{\infty }{\tilde {f}}_{1}{\overline {{\tilde {f}}_{2}}}\,{\lambda \pi  \over 2}\tanh({\pi \lambda  \over 2})\,d\lambda }
が得られる。球函数 φλ はラプラス作用素
{\displaystyle \Delta _{2}\varphi _{\lambda }=(\lambda ^{2}+{1 \over 4})\varphi _{\lambda }}
の固有函数である。R 上のシュヴァルツ函数はハリッシュ＝チャンドラ・シュヴァルツ函数の空間
{\displaystyle {\mathcal {S}}=\{f\mid \sup _{t}|(1+t^{2})^{N}(I+\Delta )^{M}f(t)\varphi _{0}(t)|<\infty \}}
に属する函数 f の球変換である。コンパクト台付きの滑らかな SO(2)-不変函数の球変換は、ちょうど R 上の函数で指数的増加条件
{\displaystyle |F(\lambda )|\leq Ce^{R\cdot |{\rm {Im}}\,\lambda |}}
を満足する  C 上の正則函数の制限となっているものになる。これらの結果はともに、球函数がこの増加条件を満足することを直接確かめることと、関係式 {\displaystyle (M_{1}^{*}F)^{\sim }={\tilde {F}}} を用いることにより、SL(2,C) における対応する結果から降下法によって演繹することができる。
G 上の函数として φλ は、{\displaystyle {\mathfrak {H}}^{2}} の境界を R と同一視すれば、L2(R) 上で定義される球主系列表現の行列要素に一致する。この表現は公式
{\displaystyle \pi _{\lambda }(g^{-1})\xi (x)=|cx+d|^{-1-i\lambda }\xi (g(x))}
で与えられる。函数
{\displaystyle \xi _{0}(x)=\pi ^{-1}(1+|x|^{2})^{-1}}
は SO(2) で固定され、
{\displaystyle \Phi _{\lambda }(g)=(\pi _{\lambda }(g)\xi _{0},\xi _{0})}
を満たす。表現 πλ は既約であり、また λ の符号を変えて得られる表現のみがこれとユニタリ同値になる。{\displaystyle L^{2}({\mathfrak {H}}^{2})} を
第一因子上の測度を 
{\displaystyle {\pi \lambda /2}\cdot \tanh(\pi \lambda /2)d\lambda }
で定めた L2([0,∞) × R) の上へ写す写像
{\displaystyle Wf(\lambda ,x)=\int _{G/K}f(g)\pi _{\lambda }(g)\xi _{0}(x)\,dg}
はユニタリであり、{\displaystyle L^{2}({\mathfrak {H}}^{2})} の球主系列への直積分分解を与える。

### フレンステッド-イェンゼンの降下法
アダマールの降下法は {\displaystyle {\mathfrak {H}}^{3}} における径数 y に関する平行移動全体の成す一径数部分群の作用のもと不変な函数に依拠するものである。フレンステッド-イェンゼンの方法は、SO(2) の SL(2,C) における中心化群を用いるもので、これは SL(2.C) を SO(2) と
{\displaystyle g_{t}={\begin{pmatrix}\cosh t&i\sinh t\\-i\sinh t&\cosh t\end{pmatrix}}}
なる形の行列全体の成す一径数部分群 K1 との直積に分解する。対称空間 SL(2,C)/SU(2) は、行列式の値が 1 の正値な二次正方行列 A 全体の成す空間 H3 と同一視することができる。そのような行列
{\displaystyle A={\begin{pmatrix}a+b&x+iy\\x-iy&a-b\end{pmatrix}}}
に群作用は
{\displaystyle g\cdot A=gAg^{*}}
で与えられる。従って
{\displaystyle g_{t}\cdot A={\begin{pmatrix}a\cosh 2t+y\sinh 2t+b&x+i(y\cosh 2t+a\sinh 2t)\\x-i(y\cosh 2t+a\sinh 2t)&a\cosh 2t+y\sinh 2t-b\end{pmatrix}}}
が成り立つ。故に双曲面 {\displaystyle a^{2}=1+b^{2}+x^{2}+y^{2}} の上で gt は y-座標および a しか動かさない。同様に、SO(2) の作用を、a と y を変えずに座標 (b, x) の上の回転として入れる。y = 0 の正値実行列全体の成す空間 H2 は単位行列の SL(2,R)-軌道と同一視することができる。座標 (b,x,y) ∈ H3 および (b,x) ∈ H2 を取れば、体積要素および面素がそれぞれ
{\displaystyle dV=(1+r^{2})^{-1/2}\,db\,dx\,dy,\quad dA=(1+r^{2})^{-1/2}\,db\,dx}
で与えられる。ただし各式の r2 はそれぞれ b2 + x2 + y2 あるいは b2 + x2 と等しいものとする。この r は r = sinh t と置くことにより、原点からの双曲距離と関係する。
また、ラプラス作用素は
{\displaystyle \Delta _{n}=-L_{n}-R_{n}^{2}-(n-1)R_{n}}
によって与えられる。ただし、
{\displaystyle L_{2}=\partial _{b}^{2}+\partial _{x}^{2},\quad R_{2}=b\partial _{b}+x\partial _{x}}
および
{\displaystyle L_{3}=\partial _{b}^{2}+\partial _{x}^{2}+\partial _{y}^{2},\quad R_{3}=b\partial _{b}+x\partial _{x}+y\partial _{y}}
とする。H3 上の SU(2)-不変函数および H2 上の SO(2)-不変函数は r または t の函数
{\displaystyle \int _{H^{3}}F\,dV=4\pi \int _{-\infty }^{\infty }F(t)\sinh ^{2}t\,dt,\quad \int _{H^{2}}f\,dV=2\pi \int _{-\infty }^{\infty }f(t)\sinh t\,dt}
と見做すことができる。f(b,x) が H2 上の函数で、Ef が
{\displaystyle Ef(b,x,y)=f(b,x)}
で定義されるものとすると、
{\displaystyle \Delta _{3}Ef=E(\Delta _{2}-R_{2})f}
が成り立つ。f が SO(2)-不変ならば、f を r または t の函数と見做して
{\displaystyle (-\Delta _{2}+R_{2})f=\partial _{t}^{2}f+\coth t\partial _{t}f+r\partial _{r}f=\partial _{t}^{2}f+(\coth t+\tanh t)\partial _{t}f}
が成り立つ。他方、
{\displaystyle \partial _{t}^{2}+(\coth t+\tanh t)\partial _{t}=\partial _{t}^{2}+2\coth(2t)\partial _{t}.}
であるから、Sf(t) = f(2t) と置いて 
{\displaystyle (\Delta _{2}-R_{2})Sf=4S\Delta _{2}f}
であり、M0 = ES に対するフレンステッド-イェンゼンの基本降下関係式
{\displaystyle \Delta _{3}M_{0}f=4M_{0}\Delta _{2}f}
が導かれる。Mf が M0f の SU(2) 上の平均化で得られるとすると、同じ関係式が M0 を M に代えて成立する。 
拡大 Ef は変数 y に関して定数で、従って変換 gs で不変である。一方 H3 上の適当な函数 F に対して、
{\displaystyle QF=\int _{K_{1}}F\circ g_{s}\,ds}
で定義される函数 QF は変数 y に依存しない。変数変換によって直截に
{\displaystyle \int _{H^{3}}F\,dV=\int _{H^{2}}(1+b^{2}+x^{2})^{1/2}QF\,dA}
が示される。K1 は SO(2) と可換であるから、F が SO(2)-不変ならば QF もそうである、特に F SU(2)-不変ならばそうなり、この場合 QF は r または t の函数で、故に M∗F は
{\displaystyle M^{*}F(t)=QF(t/2)}
で定義することができる。従って、上記積分公式から
{\displaystyle \int _{H^{3}}F\,dV=\int _{H^{2}}M^{*}F\,dA}
を得、それから SO(2)-不変な f に対して
{\displaystyle M^{*}((Mf)\cdot F)=f\cdot (M^{*}F)}
となるから以下の随伴公式
{\displaystyle \int _{H^{3}}(Mf)\cdot F\,dV=\int _{H^{2}}f\cdot (M*F)\,dV}
が得られる。この帰結として
{\displaystyle M^{*}\Delta _{3}=4\Delta _{2}M^{*}}
が成り立つ。従って
{\displaystyle b(\lambda )=M^{*}\Phi _{2\lambda }(0)=\pi \tanh \pi \lambda ,\quad \Phi _{2\lambda }=M\varphi _{\lambda }}
とすれば、アダマールの降下法と同様に
{\displaystyle M^{*}\Phi _{2\lambda }=b(\lambda )\varphi _{\lambda }}
が成り立ち、
{\displaystyle (M^{*}F)^{\sim }(\lambda )={\tilde {F}}(2\lambda )}
が従う。f = M∗F と取って、F に対する SL(2,C)-反転公式から直ちに
{\displaystyle f(x)=\int _{-\infty }^{\infty }\varphi _{\lambda }(x){\tilde {f}}(\lambda )\,{\lambda \pi  \over 2}\tanh({\pi \lambda  \over 2})\,d\lambda }
を得る。

### アーベルの積分等式
球函数 φλ は
{\displaystyle \varphi _{\lambda }(g)=\int _{K}\alpha '(kg)\,dk}
で与えられるから、球変換
{\displaystyle {\tilde {f}}(\lambda )=\int _{S}f(s)\alpha '(s)\,ds}
を
{\displaystyle {\tilde {f}}(\lambda )=\int _{-\infty }^{\infty }\int _{0}^{\infty }f((a^{2}+a^{-2}+b^{2})/2)a^{-i\lambda /2}\,da\,db}
と書くことができて、ここで F を
{\displaystyle F(u)=\int _{-\infty }^{\infty }f(u+{t^{2} \over 2})\,dt}
と定めれば、球変換は
{\displaystyle {\tilde {f}}(\lambda )=\int _{0}^{\infty }F({a^{2}+a^{-2} \over 2})a^{-i\lambda }\,da=\int _{0}^{\infty }F(\cosh t)e^{-it\lambda }\,dt}
なる形に書くことができる。F と f との間の関係性をアーベルの積分等式
{\displaystyle f(x)={-1 \over 2\pi }\int _{-\infty }^{\infty }F'(x+{t^{2} \over 2})\,dt}
によって入れ替えるのは古典的である。実は
{\displaystyle \int _{-\infty }^{\infty }F^{\prime }(x+{t^{2} \over 2})\,dt=\int _{-\infty }^{\infty }\int _{-\infty }^{\infty }f^{\prime }(x+{t^{2}+u^{2} \over 2})\,dt\,du={2\pi }\int _{0}^{\infty }f^{\prime }(x+{r^{2} \over 2})r\,dr=2\pi f(x)}
が成り立つ。F と {\displaystyle {\tilde {f}}} との間の関係性はフーリエ反転公式:
{\displaystyle F(\cosh t)={2 \over \pi }\int _{0}^{\infty }{\tilde {f}}(i\lambda )\cos(\lambda t)\,d\lambda }
によって逆転するから、結果として点 i に対する球反転
{\displaystyle f(i)={1 \over 2\pi ^{2}}\int _{0}^{\infty }{\tilde {f}}(\lambda )\lambda \,d\lambda \int _{-\infty }^{\infty }{\sin \lambda t/2 \over \sinh t}\cosh {t \over 2}\,dt={1 \over 2\pi ^{2}}\int _{-\infty }^{\infty }{\tilde {f}}(\lambda ){\lambda \pi  \over 2}\tanh({\pi \lambda  \over 2})\,d\lambda }
が得られる。いま、g ∈ SL(2,R) を固定して考えれば、新たに {\displaystyle {\mathfrak {H}}^{2}} 上回転不変で f1(i) = f(g(i)) を満たす函数
{\displaystyle f_{1}(w)=\int _{K}f(gkw)\,dk}
を定義することができる。他方、両側不変函数 f に対して
{\displaystyle \pi _{\lambda }(f)\xi _{0}={\tilde {f}}(\lambda )\xi _{0},}
従って、w = g(i) として
{\displaystyle {\tilde {f}}_{1}(\lambda )={\tilde {f}}(\lambda )\cdot \varphi _{\lambda }(w)}
が成立する。これと上の f1 に対する反転公式とを組み合わせれば、一般の球反転公式
{\displaystyle f(w)={1 \over \pi ^{2}}\int _{0}^{\infty }{\tilde {f}}(\lambda )\varphi _{\lambda }(w){\lambda \pi  \over 2}\tanh({\pi \lambda  \over 2})\,d\lambda }
が導かれる。

## そのほか特別の場合
任意の複素半単純リー群あるいは奇数 N に対するローレンツ群 SO0(N, 1) は通常のフーリエ変換に帰着して直接的に扱うことができる。それ以外の実ローレンツ群は、フレンステッド-イェンゼンの降下法により、他の実階数 1 の半単純リー群と同様に演繹することができる。フレンステッド-イェンゼンの降下法は、実半単純リー環が複素半単純リー環の正規実型である場合を扱う際にも適用できる。SL(N,  C) の正規実型でもある SL(N, R) に対する特別の場合は Jorgenson & Lang (2001) が詳しく扱っている。
Flensted-Jensen (1978) のやり方は、勝手な実階数を持つ実半単純リー群の広汎なクラスに対して適用できて、{\displaystyle {\mathfrak {a}}^{*}} 上のプランシュレル測度の明示的な積公式を、後述するようなハリッシュ＝チャンドラの c-函数による球函数 φλ の展開を用いることなしに導出することができる。
これは一般性という点では（ハリッシュ＝チャンドラよりは）弱いけれども、このクラスの群に対するプランシュレルの定理へのより簡明な手法を与えてくれる。

### 複素半単純リー群の場合
G が複素半単純リー群で、それがコンパクト半単純リー群である極大コンパクト部分群 U の複素化に一致するとする。G および U のリー環をそれぞれ {\displaystyle {\mathfrak {g}}} および {\displaystyle {\mathfrak {u}}} とすれば
{\displaystyle {\mathfrak {g}}={\mathfrak {u}}\oplus i{\mathfrak {u}}}
が成り立つ。U の極大トーラスを T, そのリー環を {\displaystyle {\mathfrak {t}}} とするとき、
{\displaystyle A=\exp i{\mathfrak {t}},\quad P=\exp i{\mathfrak {u}}}
と置けば、カルタン分解
{\displaystyle G=P\cdot U=UAU}
が得られる。U の有限次元既約表現 πλ は適当な λ ∈ {\displaystyle {\mathfrak {t}}^{*}} 添字付けられる。対応する指標公式とワイルの次元公式から、明示的に
{\displaystyle \chi _{\lambda }(e^{X})={\rm {Tr}}\,\pi _{\lambda }(e^{X})\quad (X\in {\mathfrak {t}}),\qquad d(\lambda )=\dim \pi _{\lambda }}
が与えられる。これらの公式は、もともと {\displaystyle {\mathfrak {t}}^{*}\times {\mathfrak {t}}} および {\displaystyle {\mathfrak {t}}^{*}} の上で定義され、それをその複素化まで正則に拡張したものである。さらに言えば、
{\displaystyle \chi _{\lambda }(e^{X})={\sum _{\sigma \in W}{\rm {sign}}(\sigma )e^{i\lambda (\sigma X)} \over \delta (e^{X})}}
が成り立つ。ただし、W はワイル群 W = NU(T)/T で δ(eX) は {\displaystyle {\mathfrak {t}}} の複素化へ正則に拡張した積公式（ワイルの分母公式）で与えられる。同様の積公式が λ に関する多項式である d(λ) にも存在する。
複素群 G 上で両側 U-不変函数 F の積分は、{\displaystyle {\mathfrak {a}}=i{\mathfrak {t}}} として
{\displaystyle \int _{G}F(g)\,dg={1 \over |W|}\int _{\mathfrak {a}}F(e^{X})\,|\delta (e^{X})|^{2}\,dX}
で評価することができる。G の球函数は {\displaystyle {\mathfrak {a}}=i{\mathfrak {t}}^{*}} に属する λ でラベル付けられ、ハリッシュ＝チャンドラ-ベレツィンの公式
{\displaystyle \Phi _{\lambda }(e^{X})={\chi _{\lambda }(e^{X}) \over d(\lambda )}}
で与えられる。これは λ に対応する G のボレル部分群の指標から誘導される G の既約球主系列表現の行列要素である。このような表現は既約であり、かつ何れも L2(U / T) 上で実現することができる。
両側 U-不変函数 F の球変換は
{\displaystyle {\tilde {F}}(\lambda )=\int _{G}F(g)\Phi _{-\lambda }(g)\,dg}
で与えられ、球反転公式は
{\displaystyle F(g)={1 \over |W|}\int _{{\mathfrak {a}}^{*}}{\tilde {F}}(\lambda )\Phi _{\lambda }(g)|d(\lambda )|^{2}\,d\lambda =\int _{{\mathfrak {a}}_{+}^{*}}{\tilde {F}}(\lambda )\Phi _{\lambda }(g)|d(\lambda )|^{2}\,d\lambda }
となる。ただし、{\displaystyle {\mathfrak {a}}_{+}^{*}} はワイルの小部屋である。実はこの結果は {\displaystyle {\mathfrak {a}}} 上のフーリエ反転公式から従う。というのも、
{\displaystyle d(\lambda )\delta (e^{X})\Phi _{\lambda }(e^{X})=\sum _{\sigma \in W}{\rm {sign}}(\sigma )e^{i\lambda (X)}}
だから {\displaystyle {\overline {d(\lambda )}}{\tilde {F}}(\lambda )} は {\displaystyle F(e^{X})\delta (e^{X})} のフーリエ変換に他ならないからである。
注意すべきは、対角部分群 U に対して対称空間 G/U はコンパクト双対としてコンパクト対称空間 U &rimes; U ⁄ U を持つことである。後者の空間（これを U 自身と同一視することができる）に対する球函数は、{\displaystyle {\mathfrak {a}}_{+}^{*}} の内部に含まれる格子点で添字付けられた、正規化された指標 χλ/d(λ) で、A の役割を T が果たす。U 上の類函数 f の球変換は
{\displaystyle {\tilde {f}}(\lambda )=\int _{U}f(u){{\overline {\chi _{\lambda }(u)}} \over d(\lambda )}\,du}
で与えられ。今の場合、球反転公式は、T 上のフーリエ級数論から
{\displaystyle f(u)=\sum _{\lambda }{\tilde {f}}(\lambda ){\chi _{\lambda }(u) \over d(\lambda )}d(\lambda )^{2}}
となることがわかる。これらの公式と非コンパクト双対における同等の公式の間には明白な双対性が存在する。

### 実半単純リー群の場合
G0 を複素半単純リー群 G の正規実型で、G のリー環上で共軛線型な対合 &sigmma; の不動点全体に一致するものとする。また τ を G0 のカルタン対合を G の対合へ拡張したもので、G のリー環上複素線型かつ、σ と可換となるように選ぶ。τσ の不動点全体の成す部分群は G のコンパクト実型 U of G であり、その G0 との交わりは極大コンパクト部分群 K0 になる。また τ の不動点部分群 K は K0 の複素化である。G0 = K0P0 を対応する G0 のカルタン分解とし、A を P0 の極大可換部分群とする。Flensted-Jensen (1978) は
{\displaystyle G=KA_{+}U}
が成り立つことを示した。ここで A+ は、ワイルの小部屋の {\displaystyle {\mathfrak {a}}} における閉包の指数写像による像である。さらに言えば
{\displaystyle K\backslash G/U=A_{+}}
が成り立つ。
{\displaystyle K_{0}\backslash G_{0}/K_{0}=A_{+}}
であるから、これにより K\G/U と K0\G0/K0 および A+ の間に標準的な同一視が存在することが従う。従って G0 上の両側 K0-不変函数は、G 上の左 K-不変かつ右 U-不変函数ともども、A+ 上の函数と同一視することができる。
{\displaystyle C_{c}^{\infty }(K_{0}\backslash G_{0}/K_{0})} に属する函数 f に対し
{\displaystyle C_{c}^{\infty }(U\backslash G/U)} の元 Mf を
{\displaystyle Mf(a)=\int _{U}f(ua^{2})\,du}
で定義する。ここで、第三のカルタン分解 G = UAU は U\G/U を A+ と同一視するのに用いられた。
Δ を G0/K0 上のラプラス作用素、Δc を G/U のラプラス作用素とすると、
{\displaystyle 4M\Delta =\Delta _{c}M}
が成り立つ。{\displaystyle C_{c}^{\infty }(U\backslash G/U)} の元 F に対し、{\displaystyle C_{c}^{\infty }(K_{0}\backslash G_{0}/K_{0})} に属する函数 M∗F を
{\displaystyle M^{*}F(a^{2})=\int _{K}F(ga)\,dg}
で定義すれば、M と M∗ とは
{\displaystyle \int _{G/U}(Mf)\cdot F=\int _{G_{0}/K_{0}}f\cdot (M^{*}F)}
なる双対関係を満たす。特に
{\displaystyle M^{*}\Delta _{c}=4\Delta M^{*}}
である。G0 の普遍包絡環の中心に属する他の作用素に対しても同様の両立性条件が存在する。これは G0 上で {\displaystyle M^{*}\Phi _{2\lambda }} が φλ に比例するという球函数の固有函数による特徴付けから従う。比例定数は
{\displaystyle b(\lambda )=M^{*}\Phi _{2\lambda }(1)=\int _{K}\Phi _{2\lambda }(k)\,dk}
で与えられる。さらに今の場合には
{\displaystyle (M^{*}F)^{\sim }(\lambda )={\tilde {F}}(2\lambda )}
である。f = M∗F が成り立つならば、G 上の F の球反転公式は G0 上の f に対して
{\displaystyle f(g)=\int _{{\mathfrak {a}}_{+}^{*}}{\tilde {f}}(\lambda )\varphi _{\lambda }(g)\,\,2^{{\rm {dim}}\,A}\cdot |b(\lambda )|\cdot |d(2\lambda )|^{2}\,d\lambda }
が成り立つことを含意する。実際、
{\displaystyle f(g)=M^{*}F(g)=\int _{{\mathfrak {a}}_{+}^{*}}{\tilde {F}}(2\lambda )M^{*}\Phi _{2\lambda }(g)2^{{\rm {dim}}\,A}|d(2\lambda )|^{2}\,d\lambda =\int _{{\mathfrak {a}}_{+}^{*}}{\tilde {f}}(\lambda )\varphi _{\lambda }(g)\,\,b(\lambda )2^{{\rm {dim}}\,A}|d(2\lambda )|^{2}\,d\lambda .}
である。SL(2, R) に対する Godement (1957) の計算を一般化する、b(λ) の積分の直接計算は、Flensted-Jensen (1978) では未解決問題のまま残されていた。b(λ) に対する明示的な積公式の一つは、先の Harish-Chandra (1966) によるプランシュレル測度の決定から知られており、
{\displaystyle b(\lambda )=C\cdot d(2\lambda )^{-1}\cdot \prod _{\alpha >0}\tanh {\pi (\alpha ,\lambda ) \over (\alpha ,\alpha )}}
で与えられる。
ただし α は {\displaystyle {\mathfrak {a}}} のルート系の正ルートすべてを亘るものとし、C は正規化定数でガンマ函数の積の商として与えられる。

## ハリッシュ＝チャンドラによるプランシュレルの定理
G は中心が有限な非コンパクト連結実編単純リー群で、そのリー環を {\displaystyle {\mathfrak {g}}} とする。また、極大コンパクト部分群 K がカルタン対合 σ の不動点部分群として与えられるものとする。{\displaystyle {\mathfrak {g}}_{\pm }} を {\displaystyle {\mathfrak {g}}} における σ の ±1-固有空間とすると、{\displaystyle {\mathfrak {k}}={\mathfrak {g}}_{+}} は K のリー環であり、and {\displaystyle {\mathfrak {p}}={\mathfrak {g}}_{-}} と合わせてカルタン分解
{\displaystyle {\mathfrak {g}}={\mathfrak {k}}+{\mathfrak {p}},\quad G=\exp {\mathfrak {p}}\cdot K}
が与えられる。{\displaystyle {\mathfrak {a}}} を {\displaystyle {\mathfrak {p}}} の極大可換部分環とし、{\displaystyle {\mathfrak {a}}^{*}} の元 α に対し
{\displaystyle {\mathfrak {g}}_{\alpha }=\{X\in {\mathfrak {g}}:[H,X]=\alpha (H)X\,\,(H\in {\mathfrak {a}})\}}
とする。α ≠ 0 かつ {\displaystyle {\mathfrak {g}}_{\alpha }\neq (0)} ならば α は制限ルートであるといい、
{\displaystyle m_{\alpha }=\dim {\mathfrak {g}}_{\alpha }} をその重複度と呼ぶ。{\displaystyle A=\exp {\mathfrak {a}}} と置けば G = KAK が成り立つ。キリング形式を制限したものは {\displaystyle {\mathfrak {p}}} 上の（従って {\displaystyle {\mathfrak {a}}} 上の）内積を定めるので、{\displaystyle {\mathfrak {a}}^{*}} を {\displaystyle {\mathfrak {a}}} と同一視することができるようになる。この内積に関して、制限ルートの全体 Σ はルート系となり、そのワイル群は W = NK(A)/CK(A) と同一視することができる。正ルート系を一つ選べばワイルの小部屋 {\displaystyle {\mathfrak {a}}_{+}^{*}} が定まる。制限ルート系 Σ0 は α/2 がルートとならないようなルート α からなる。
{\displaystyle {\mathfrak {a}}^{*}} の元 λ に対して、上で述べたように球函数 φ λ を定めると、Cc∞(K\G/K) に属する函数 f の球変換は
{\displaystyle {\tilde {f}}(\lambda )=\int _{G}f(g)\varphi _{-\lambda }(g)\,dg}
で定義され、球反転公式は
{\displaystyle f(g)=\int _{{\mathfrak {a}}_{+}^{*}}{\tilde {f}}(\lambda )\varphi _{\lambda }(g)\,|c(\lambda )|^{-2}\,d\lambda }
であることを述べる。ここで、ハリッシュ＝チャンドラの c-函数 c(λ) は
{\displaystyle c(\lambda )=c_{0}\cdot \prod _{\alpha \in \Sigma _{0}^{+}}{2^{-i(\lambda ,\alpha _{0})}\Gamma (i(\lambda ,\alpha _{0})) \over \Gamma ({1 \over 2}[{1 \over 2}m_{\alpha }+1+i(\lambda ,\alpha _{0})])\Gamma ({1 \over 2}[{1 \over 2}m_{\alpha }+m_{2\alpha }+i(\lambda ,\alpha _{0})])}}
で定義される。ただし、{\displaystyle \alpha _{0}=(\alpha ,\alpha )^{-1}\alpha } であり、定数 c0 は
{\displaystyle \rho ={1 \over 2}\sum _{\alpha \in \Sigma ^{+}}m_{\alpha }\alpha }
に対して、c(–iρ) = 1 が成り立つように選ぶものとする。
球函数に対するプランシュレルの定理は、写像
{\displaystyle W\colon L^{2}(K\backslash G/K)\to L^{2}({\mathfrak {a}}_{+}^{*},|c(\lambda )|^{-2}\,d\lambda );\;f\mapsto {\tilde {f}}}
がユニタリであり、{\displaystyle f\in L^{1}(K\backslash G/K)} による畳み込みを {\displaystyle {\tilde {f}}} による乗算へ写すことを述べるものである。

## ハリッシュ＝チャンドラの球函数展開
G = KAK ゆえ、G/K 上の K-不変函数は A 上の函数と同一視することができて、従ってワイル群 W の作用で不変な {\displaystyle {\mathfrak {a}}} 上の函数と同一視することができる。特に、G/K 上のラプラス作用素 Δ は G の作用と可換であるから、Δ は  {\displaystyle {\mathfrak {a}}} 上の W-不変な二階微分作用素 L を定める。この作用素 L はラプラス作用素の球対称成分 (radial part) と呼ばれる。一般に、X が {\displaystyle {\mathfrak {a}}} の元ならば、
{\displaystyle Xf(y)={d \over dt}f(y+tX)|_{t=0}}
により、一般微分作用素（あるいはベクトル場）を定める。これらの作用素を用いて L は
{\displaystyle L=\Delta _{\mathfrak {a}}-\sum _{\alpha >0}m_{\alpha }\,\coth \alpha \,A_{\alpha }}
という式に表すことができる。ただし、{\displaystyle {\mathfrak {a}}} の元 Aα は
{\displaystyle (A_{\alpha },X)=\alpha (X)}
で定義されるものとし、また
{\displaystyle \Delta _{\mathfrak {a}}=-\sum X_{i}^{2}}
は任意に選んだ正規直交基底 (Xi) に対応する {\displaystyle {\mathfrak {a}}} 上のラプラス作用素である。
以上より、
{\displaystyle L=L_{0}-\sum _{\alpha >0}m_{\alpha }\,(\coth \alpha -1)A_{\alpha },\quad (L_{0}=\Delta _{\mathfrak {a}}-\sum _{\alpha >0}A_{\alpha })}
となるから、L を定数係数作用素 L0 の摂動と見做すことができる。
いま、球函数 φλ はラプラス作用素
{\displaystyle \Delta \varphi _{\lambda }=(\|\lambda \|^{2}+\|\rho \|^{2})\varphi _{\lambda }}
の固有函数、従って {\displaystyle {\mathfrak {a}}} 上の W-不変函数と見るとき L の固有函数である。
eiλ–ρ およびその W による変換は L0 の同じ固有値に属する固有函数であるから、φλ に対する公式は、正ルートの非負整数係数線型結合全体の成す錐 Λ に関する摂動級数
{\displaystyle f_{\lambda }=e^{i\lambda -\rho }\sum _{\mu \in \Lambda }a_{\mu }(\lambda )e^{-\mu },}
を用いて自然に見ることができ、fλ の W による変換として書ける。表式
{\displaystyle \coth x-1=2\sum _{m>0}e^{-2mx}}
から係数 aμ(λ) に対する漸化式が導かれる。特に係数は一意的に決まり、級数及びその導函数は W の基本領域 {\displaystyle {\mathfrak {a}}_{+}} 上で絶対収斂する。注目すべきは、fλ が G/K 上の別の G-不変微分作用素の固有函数でもあり、何れも {\displaystyle {\mathfrak {a}}} 上の W-不変微分作用素を導くことがわかることである。
ここから、φλ が fλ とその W による変換との線型結合
{\displaystyle \varphi _{\lambda }=\sum _{s\in W}c(s\lambda )f_{s\lambda }}
として表すことができることが従う。ここで c(λ) はハリッシュ＝チャンドラの c-函数である。これは、{\displaystyle {\mathfrak {a}}_{+}} の元 X と十分大きな t < 0 に対して
{\displaystyle \varphi _{\lambda }(e^{t}X)\sim c(\lambda )e^{(i\lambda -\rho )Xt}}
なる形で φλ の {\displaystyle {\mathfrak {a}}_{+}} における漸近挙動を記述する。ハリッシュ＝チャンドラは G のブリュア分解
{\displaystyle G=\bigcup _{s\in W}BsB}
を用いて φλ に、従って c(λ) に、対する二次の積分公式を得た。ただし、B = MAN で合併は非交和である。W のコクセター元、即ち {\displaystyle {\mathfrak {a}}_{+}} を {\displaystyle -{\mathfrak {a}}_{+}} の上へ写す唯一の元 s0 を取ると、σ(N) が稠密開軌道 G/B = K/M でその成分が次元が真に小さく従って測度零であるような胞体の和となるようなものを持つことがわかる。これにより、もともと K/M 上で定義される φλ の積分公式
{\displaystyle \varphi _{\lambda }(g)=\int _{K/M}\lambda '(gk)^{-1}\,dk}
を σ(N) 上の積分公式
{\displaystyle \varphi _{\lambda }(e^{X})=e^{i\lambda -\rho }\int _{\sigma (N)}{{\overline {\lambda '(n)}} \over \lambda '(e^{X}ne^{-X})}\,dn,\quad (X\in {\mathfrak {a}})}
に引き移すことができる。
{\displaystyle {\mathfrak {a}}_{+}} の元 X に対して
{\displaystyle \lim _{t\to \infty }e^{tX}ne^{-tX}=1}
が成り立つから、φλ の漸近挙動はこの積分から読み取ることができて、公式
{\displaystyle c(\lambda )=\int _{\sigma (N)}{\overline {\lambda ^{\prime }(n)}}\,dn}
が導かれる。

## ハリッシュ＝チャンドラの c-函数
非可換調和解析においてハリッシュ＝チャンドラの c-函数が果たすことになる多くの役割は Helgason (2000) にまとめられている。もともとは、前節に述べたとおりハリッシュ＝チャンドラが球函数の漸近展開を行うために導入したものであったけれども、すぐに誘導表現の間の経絡作用素（表現の準同型）とも緊密な関係にあることが理解されるようになった。そのような意味でこれを研究するのは Bruhat (1957) が最初である。ここでいう経絡作用素は、ワイル群の元 s に対して πλ と πsλ とがユニタリ同値であることを示すもので、そのような作用素にc-函数 cs(λ) を割り当てることができる。具体的には、経絡作用素を定数函数 1 である ξ0 ∈ L2(K/M) に施したものの 1 における値である。あるいは同じことだが、ξ0 はスカラー倍を除いて K の固定する唯一のベクトルであるから、これは経絡作用素の固有値 cs(λ) に属する固有ベクトルである。これらの経絡作用素は全て同じ空間 L2(K/M) に作用し、この空間は MAN 上の λ が定める一次元表現からの誘導表現と同一視することができる。A を一つ決めたならば、コンパクト部分群 M は A の K における中心化群として一意的に決定されるが、冪零部分群 N は {\displaystyle {\mathfrak {a}}^{*}} におけるワイルの小部屋の選び方に依存し、その選び方はワイル群 W = M′/ M による置換の分だけある。ただし、M′ は A の K における正規化群とする。対 (s, λ) に対応する標準経絡作用素とは、
{\displaystyle A(s,\lambda )F(k)=\int _{\sigma (N)\cap s^{-1}Ns}F(ksn)\,dn}
によって誘導表現上で定義されるものをいう。ここに、σ はカルタン対合である。これは経絡関係式（準同型性）
{\displaystyle A(s,\lambda )\pi _{\lambda }(g)=\pi _{s\lambda }(g)A(s,\lambda )}
を満足する。このような経絡作用素およびそこに現れる積分の重要な性質は、ワイルの小部屋の選び方に付随するワイル群上の長さ函数 ℓ について
{\displaystyle \ell (s_{1}s_{2})=\ell (s_{1})+\ell (s_{2})}
が成り立つ限りにおいて、乗法的なコサイクル条件
{\displaystyle A(s_{1}s_{2},\lambda )=A(s_{1},s_{2}\lambda )A(s_{2},\lambda )}
を満たすことである。これは s ∈ W に対して、小部屋の内部にある各点 X について X と sX とを結ぶ線分が交叉する小部屋の総数である。正の制限ルートの総数に等しい長さを持つ唯一の最長元 s0 は、ワイルの小部屋 {\displaystyle {\mathfrak {a}}_{+}^{*}} を {\displaystyle -{\mathfrak {a}}_{+}^{*}} の上へ写す唯一の元である。ハリッシュ＝チャンドラの積分公式により、これはハリッシュ＝チャンドラの c-函数
{\displaystyle c(\lambda )=c_{s_{0}}(\lambda )}
に対応する。一般に c 函数は、ξ0 を L2(K/M) における定数函数 1 として、等式
{\displaystyle A(s,\lambda )\xi _{0}=c_{s}(\lambda )\xi _{0}}
によって定義される。経絡作用素の満たすコサイクル条件から、c-函数の同様の乗法的性質
{\displaystyle c_{s_{1}s_{2}}(\lambda )=c_{s_{1}}(s_{2}\lambda )c_{s_{2}}(\lambda )}
が {\displaystyle \ell (s_{1}s_{2})=\ell (s_{1})+\ell (s_{2})} なる仮定のもとで得られる。
この性質は cs の計算を s = sα, 即ち単純ルート α に関する鏡映の場合に帰着させる。いわゆる Gindikin & Karpelevič (1962) の「階数 1 還元」である。 
実は積分は Σ0+ に載るような α に対する {\displaystyle {\mathfrak {g}}_{\pm \alpha }} が生成する部分リー環に対応する閉連結部分群 Gα のみが関係する 。そうして、Gα は実階数 1, 即ち dim Aα = 1 の実半単純リー群であり、cs はちょうど Gα のハリッシュ＝チャンドラ c-函数になる。この場合 c-函数は様々な意味で直接的に計算することができる：
- φλ が（超幾何方程式の接続係数に対するガウスの古典的な公式から）漸近展開の知られている超幾何函数を使って表せることに注意することによって[6][44]。
- 直截に積分（これは二変数の積分として、従って二つのベータ函数の積として、表すことができる）を計算することによって[45][46]。

それによって公式
{\displaystyle c_{s_{\alpha }}(\lambda )=c_{0}{2^{-i(\lambda ,\alpha _{0})}\Gamma (i(\lambda ,\alpha _{0})) \over \Gamma ({1 \over 2}({1 \over 2}m_{\alpha }+1+i(\lambda ,\alpha _{0}))\Gamma ({1 \over 2}({1 \over 2}m_{\alpha }+m_{2\alpha }+i(\lambda ,\alpha _{0}))}}
が導かれる。ただし
{\displaystyle c_{0}=2^{m_{\alpha }/2+m_{2\alpha }}\Gamma ({1 \over 2}(m_{\alpha }+m_{2\alpha }+1))}
とする。c(λ) に対する一般のギンディキン-カルペレヴィッチの公式は、この公式と cs(λ) の乗法性の帰結として、直ちに得られる。

## ペイリー-ウィーナーの定理
ここでいうペイリー-ウィーナーの定理は、群 G 上でコンパクト台付きの滑らかな K-双変函数の球変換を特徴づけることによって通常のペイリー-ウィーナーの定理を一般化するものである。その必要十分な条件は、球変換が W-不変であること、あるいはまた、適当な R > 0 が存在して、各 N に対して
{\displaystyle |{\tilde {f}}(\lambda )|\leq C_{N}(1+|\lambda |)^{-N}e^{R|{\rm {Im}}\,\lambda |}}
なる評価を持つようにできることである。この場合 f は G/K の原点を中心とする半径 R の閉球体の内部に台を持つ。
このことはヘルガソンとガンゴリが示した (Helgason (1970) pg. 37)。
この定理は後に Flensted-Jensen (1986) が、球反転定理とは独立に、彼の複素係数の場合への還元法の修正版を用いて証明している。

## ローゼンバーグによる反転公式の証明
Rosenberg (1977) は、先の証明を大いに簡略化する技法によって、ペイリー-ウィーナーの定理と球反転定理が同時に証明されることを注意している。
ローゼンバーグの証明の第一段階は、ハリッシュ＝チャンドラ c-函数を用いて定義される逆変換が、ペイリー-ウィーナーの評価を満足するとき、原点中心の半径 R の閉球体の中に台を持つ函数を定めることを、直截に示すことからなる。これにより、逆変換を定義する非積分函数が {\displaystyle {\mathfrak {a}}^{*}} の複素化上の有理型函数に延長できるから、積分を {\displaystyle {\mathfrak {a}}_{+}^{*}} の元 μ と t > 0 に対する {\displaystyle {\mathfrak {a}}^{*}+i\mu t} にシフトすることができる。ハリッシュ＝チャンドラによる φλ の展開とガンマ函数を用いた c(λ) の公式を用いると、積分を十分大きな t で抑えることができて、従って原点中心・半径 R の閉球体の外側で積分が消えることが示せる。
この部分で、ペイリー-ウィーナーの定理からは
{\displaystyle T(f)=\int _{{\mathfrak {a}}_{+}^{*}}{\tilde {f}}(\lambda )|c(\lambda )|^{-2}\,d\lambda }
が原点 o に台を持つ G/K 上のシュヴァルツ超函数を定めることがわかる。積分のさらなる評価によって、実はこれが測度によって与えられること、またそれにより定数 C で
{\displaystyle T(f)=Cf(o)}
を満たすものが存在することが示される。この結果を
{\displaystyle f_{1}(g)=\int _{K}f(x^{-1}kg)\,dk}
に適用すれば、
{\displaystyle Cf=\int _{{\mathfrak {a}}_{+}^{*}}{\tilde {f}}(\lambda )\varphi _{\lambda }|c(\lambda )|^{-2}\,d\lambda }
が従う。さらに適当な拡大縮小を施すことにより、評価不等式における C を 1 としてよいことが、{\displaystyle {\mathfrak {a}}} 上のペイリー-ウィーナーの定理およびプランシュレルの定理から演繹される。

## シュヴァルツ函数
ハリッシュ＝チャンドラ・シュヴァルツ空間は
{\displaystyle {\mathcal {S}}(K\backslash G/K)=\{f\in C^{\infty }(G/K)^{K}:\sup _{x}|(1+d(x,o))^{m}(\Delta +I)^{n}f(x)|<\infty \}}
で定義される。球変換によってこれは、{\displaystyle {\mathfrak {a}}^{*}} 上の W-不変シュヴァルツ函数の空間 {\displaystyle {\mathcal {S}}({\mathfrak {a}}^{*})^{W}} の上へ写る。
ハリッシュ＝チャンドラのもともとの証明は帰納法を用いた長いものであったが、 Anker (1991) はペイリー-ウィーナーの定理の一種と反転公式を用いて直接的に簡略化した短く単純な証明を発見した。アンカーは、ハリッシュ＝チャンドラ・シュヴァルツ函数の球変換が通常のシュヴァルツ函数となることを示した。そして彼の重要な着眼点は、古典的な評価を用いて、通常のシュヴァルツ空間の半ノルムを備えたペイリー-ウィーナー空間上で逆変換が連続であると示すことであった。